# BAP Aguirre (FM-55)
BAP Aguirre (FM-55) es una fragata lanzamisiles que adquirió el Perú para su Marina de Guerra el año 2003. Es una de las ocho fragatas lanzamisiles de la Clase Lupo con que cuenta la Flota Naval del Pacífico de la Marina de Guerra del Perú.
Antes de ser cedido por Italia a la Marina de Guerra del Perú, bajo la bandera italiana, se denominaba F 567 Orsa. El buque, puesto en grata el 1 de agosto de 1977, fue botado el 1 de marzo de 1979 por el astillero de Riva Trigoso y asignado a la Marina Militare el 1 de marzo de 1980. Dado de baja en 2002, fue cedido a la Marina de Guerra del Perú y su equipamiento para la marina peruana se hizo en un astillero del puerto de La Spezia en Italia.
El pabellón peruano fue afirmado a bordo en este buque de guerra el 3 de noviembre de 2004, en La Spezia, donde el buque fue sometido a un proceso de alistamiento para su incorporación a la Escuadra Peruana bajo supervisión del personal de la Marina de Guerra del Perú y finalizado el proceso zarpó incorporándose en mayo de 2005 a la Escuadra peruana en el Mar de Grau.
Desplaza 2500 toneladas y tiene una velocidad de 35 nudos con turbinas y 22 nudos con motores diésel. Su armamento consiste en artillería convencional y misiles.

## Nombre
Su nombre se debe al capitán de corbeta AP Elías Aguirre Romero, héroe de la guerra del Pacífico, que combatió a bordo del monitor Huáscar, asumiendo el comando del Buque luego de la muerte del contralmirante AP Miguel Grau Seminario en el combate naval de Angamos el 8 de octubre de 1879.